# Imétal
Ne doit pas être confondu avec Imetal (Algérie).
Imétal est une société métallurgiste française fondée en 1974.

## Historique
Dans les années 1970, la réunion des sociétés Peñarroya, Le Nickel et Mokta permit de se renforcer dans le nickel de Nouvelle-Calédonie, au sein d’un groupe qui prit en 1974 le nom d’Imétal, et dont le principal actionnaire fut la banque de la Famille Rothschild. Mais en 1985, les mines de Nouvelle-Calédonie sont regroupées dans la Société Métallurgique Le Nickel (SLN), filiale à 100 % d’une nouvelle société mère, dénommée Eramet, dont Imétal ne détient plus que 15 %.
En 1987, c'est au tour de la Cogema de se retirer du groupe.
En 1988, des cessions de mines de cuivre et la reprise des activités dans le zinc et le plomb par la branche des métaux non ferreux du groupe allemand Preussag, qui crée la société Metaleurop, modifièrent encore le périmètre du groupe. La mine de cuivre chilienne de Disputada, à 70 km de Santiago fut alors cédée à l'américain Exxon, qui a ensuite investi 750 millions de dollars dans l'exploitation de la mine.
À partir de 1990, Imétal axe son développement sur les minéraux industriels et poursuit une politique d’acquisitions. Entre 1994 et 1998, Imétal double de taille, essentiellement par croissance externe dans le domaine des minéraux, ce qui l'amène à se transformer en 1999 pour devenir le groupe Imerys, spécialiste des minéraux de spécialité.